# Eleições parlamentares europeias de 2014 (Eslováquia)
As eleições parlamentares europeia de 2014 na Eslováquia realizaram-se a 24 de maio e, serviram eleger os 13 deputados nacionais ao Parlamento Europeu.

## Resultados Oficiais
| Partido                 | Partido                                                              | Votos     | %               | +/-   | Deputados | +/-     |
| ----------------------- | -------------------------------------------------------------------- | --------- | --------------- | ----- | --------- | ------- |
|                         | Direção - Social-Democracia                                          | 135 089   | 24,09 / 100,00  | 7,92  | 4 / 13    | 1       |
|                         | Movimento Democrata Cristão                                          | 74 108    | 13,21 / 100,00  | 2,34  | 2 / 13    | Estável |
|                         | União Democrata-Cristã                                               | 43 467    | 7,75 / 100,00   | 9,23  | 2 / 13    | Estável |
|                         | Gente Comum - Personalidades Independentes                           | 41 829    | 7,46 / 100,00   | Novo  | 1 / 13    | Novo    |
|                         | Nova Maioria - Democratas Conservadores - Partido Cívico Conservador | 38 316    | 6,83 / 100,00   | 4,73  | 1 / 13    | 1       |
|                         | Solidariedade e Liberdade                                            | 37 376    | 6,66 / 100,00   | 2,25  | 1 / 13    | 1       |
|                         | Partido da Coligação Húngara                                         | 36 629    | 6,53 / 100,00   | 4,80  | 1 / 13    | Estável |
|                         | Most-Híd                                                             | 32 708    | 5,83 / 100,00   | Novo  | 1 / 13    | Novo    |
|                         | Partido TIP                                                          | 20 730    | 3,69 / 100,00   | Novo  | 0 / 13    | Novo    |
|                         | Partido Nacional Eslovaco                                            | 20 244    | 3,61 / 100,00   | 1,94  | 0 / 13    | 1       |
|                         | Partido Popular Nossa Eslováquia                                     | 9 749     | 1,73 / 100,00   | Novo  | 0 / 13    | Novo    |
|                         | Lei e Justiça                                                        | 9 322     | 1,66 / 100,00   | Novo  | 0 / 13    | Novo    |
|                         | Partido Comunista                                                    | 8 510     | 1,51 / 100,00   | 0,14  | 0 / 13    | Estável |
|                         | Partido da Eslováquia Democrática                                    | 8 378     | 1,49 / 100,00   | Novo  | 0 / 13    | Novo    |
|                         | Nação e Justiça - O Nosso Partido                                    | 7 763     | 1,38 / 100,00   | Novo  | 0 / 13    | Novo    |
|                         | Magnificat Eslováquia                                                | 6 646     | 1,18 / 100,00   | Novo  | 0 / 13    | Novo    |
|                         | Outros                                                               | 29 731    | 5,23 / 100,00   |       | 0 / 13    |         |
| Votos Inválidos         | Votos Inválidos                                                      | 15 834    | 3,66 / 100,00   | 0,53  |           |         |
| Total                   | Total                                                                | 576 437   | 100,00 / 100,00 |       | 13 / 13   |         |
| Eleitorado/Participação | Eleitorado/Participação                                              | 4 414 433 | 13,05 / 100,00  | 7,59  |           |         |
| Fonte                   | Fonte                                                                | [ 1 ]     | [ 1 ]           | [ 1 ] | [ 1 ]     | [ 1 ]   |